# Compagnie de Rouen (Guyane)
Pour les articles homonymes, voir Compagnie de Rouen.
La Compagnie de Rouen est une compagnie d'exploration et de conquête coloniale de la Guyane créée par le normand Charles Poncet de Brétigny en 1633. Les marins normands ont joué un rôle important dans les compagnies européennes fondées au XVIIe siècle.

## Histoire
Charles Poncet de Brétigny, convaincu par des hommes revenus de la Guyane du climat exceptionnel de celle-ci, obtient une concession du roi de France. L'année suivante, avec 400 hommes, il fonde un établissement, le fort de Cépérou, sur l'emplacement actuel de Cayenne, à l'embouchure du fleuve. Il espère y établir un établissement permanent et se révèle extrêmement sévère avec ses « sujets », allant jusqu’à les torturer.
Poncet envoie une expédition au Suriname, où la Compagnie de Rouen construit le premier fort sur la rivière Suriname. Le fort subsiste au moins vingt ans selon les récits d'époque.
Charles Poncet de Brétigny meurt en 1644, tué par un Amérindien non loin de Cayenne.
En 1645, deux frères capucins s’installent à Kourou avec un domestique. Les frères servent de médiateurs avec les Amérindiens Palikour, qui sont alors en guerre contre les Français. Cette année-là le petit établissement est attaqué par des guerriers palikours. Le fort de Cépérou à Cayenne n'a que 25 hommes ; quand les renforts (fort de 40 hommes) de la Compagnie de Rouen arrivent, la petite colonie est déjà presque exterminée. La plus grande partie des survivants partent aux îles du Salut, inhabitées et à l'époque encore connues sous le nom des « îles du Diable », mais 16 d'entre eux, dont les deux frères capucins, pour des raisons aujourd'hui inconnues, décident de s'installer au Mahury. Ils sont massacrés par les Amérindiens six semaines plus tard ; il n'y a que deux survivants, des jeunes qui sont retrouvés par des Amérindiens onze jours après le massacre et bien traités et qui se réfugient dans le fort Cépérou. L'un d'eux, appelé « Le Vendangeur », sert plus tard d'interprète entre les Blancs et les Amérindiens.
La Compagnie, ruinée, est dissoute et doit céder ses possessions sur la côte américaine à la nouvelle Compagnie de la France équinoxiale pour 150 000 livres.